# História de Igrejinha

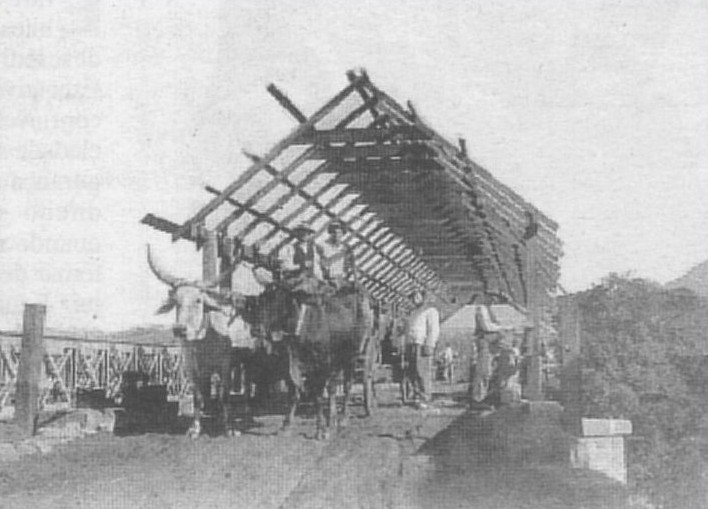
Construção da ponte coberta sobre o Rio Paranhana.

A história de Igrejinha inicia muito antes de sua emancipação, ocorrida em 1964; ela remonta ao começo do século XVI, com o início da ocupação da região.

## Primórdios
A região onde está situado o município de Igrejinha era primitivamente habitada por índios caingangues, conhecidos na região como bugres. A partir do século XVI esses grupos indígenas migraram para a região do nordeste do Rio Grande do Sul, vindos do norte, para fugir dos ataques dos bandeirantes. Os caingangues viviam da coleta, caça e pesca. Também cultivam pequenas roças de produtos como milho e mandioca. Em geral, eram semi-nômades e moravam principalmente em cavernas e grutas, normalmente próximo aos rios e arroios. Em Igrejinha, ainda hoje pode-se encontrar vestígios desses indígenas em algumas grutas, como na Toca dos Bugres, localizada na localidade de Linha Caloni. Os caigangues viveram praticamente isolados na região do atual Vale do Paranhana até o início do século XIX, quando da criação do Caminho do Viamão ou Caminho das Tropas, que passava pela região.

## Colonização

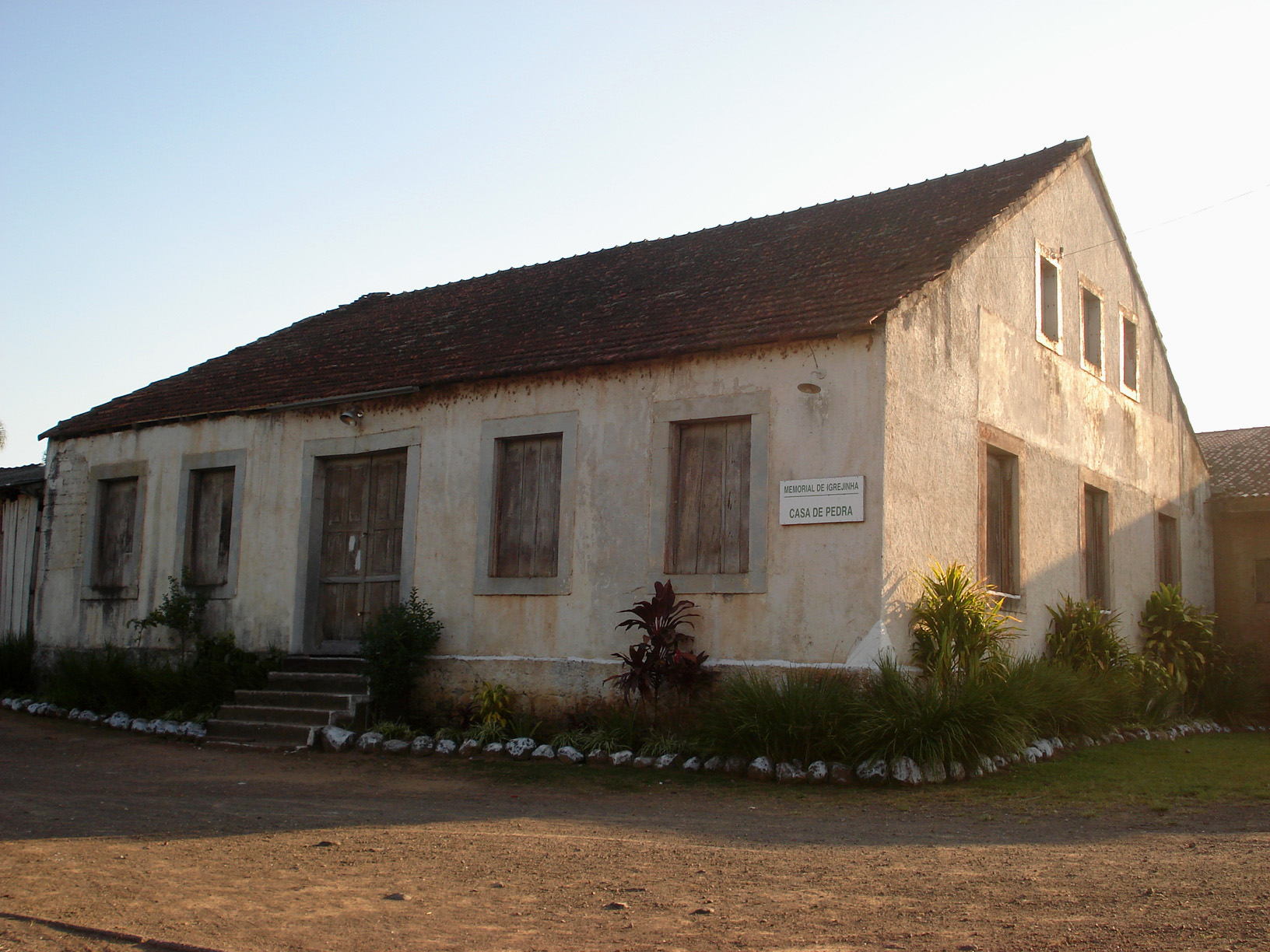
Casa de pedra.

Em 1814 foi concedida a Antônio Borges de Almeida Leães uma sesmaria que compreendia os atuais territórios de Taquara, de Igrejinha e de Três Coroas. Em 1845, Tristão José Monteiro adquiriu a sesmaria e criou a Colônia de Santa Maria do Mundo Novo. A partir de 1846, muitos colonos alemães, vindos de São Leopoldo e diretamente da Alemanha, fixaram-se nessa Colônia e, aos poucos se espalharam pelas margens do rio Santa Maria (hoje Rio Paranhana), rumo ao norte. Grandes partes de terra dessa Colônia foram vendidas a baixo preço aos novos colonizadores, os quais encontraram muitas dificuldades quanto ao cultivo do solo. O rio era o único meio de escoamento dos produtos colhidos na região, os quais eram transportados em pequenos barcos até Sapiranga, onde eram distribuídos.
A Colônia dividia-se em três seções: Baixa Santa Maria – hoje Taquara, Média Santa Maria – hoje Igrejinha e Alta Santa Maria – hoje Três Coroas. Devido as rivalidades existentes entre os colonos alemães foram criadas novas denominações pejorativas a estes locais: a seção do sul chamaram em seu dialeto de Mau canto, a do meio, de Ruela dos Judeus (em alemão: Judengasse) e a mais ao norte de Terra Relaxada.
Foi na Média Santa Maria, que Tristão Monteiro construiu uma grande casa de alvenaria em estilo Português, a chamada "Casa de Pedra". Esta casa foi construída para instalar a capatazia e o armazém de abastecimento dos primeiros colonos e do pessoal que procedia a medição das terras do vale.
Nesta época ocorreram diversos e sangrentos conflitos entre imigrantes e índios, acarretando na completa exterminação dos caigangues na região. O conflito mais conhecido é chamado de Tragédia da família Waterpull, onde os índios atacaram a fazenda da família, mataram os homens e sequestraram as mulheres. Este sequestro somente terminou através de uma operação do Exército Imperial Brasileiro.

## Origem do nome
“Lá está a igrejinha!”

— Tropeiros, ao avistarem a pequena igreja.

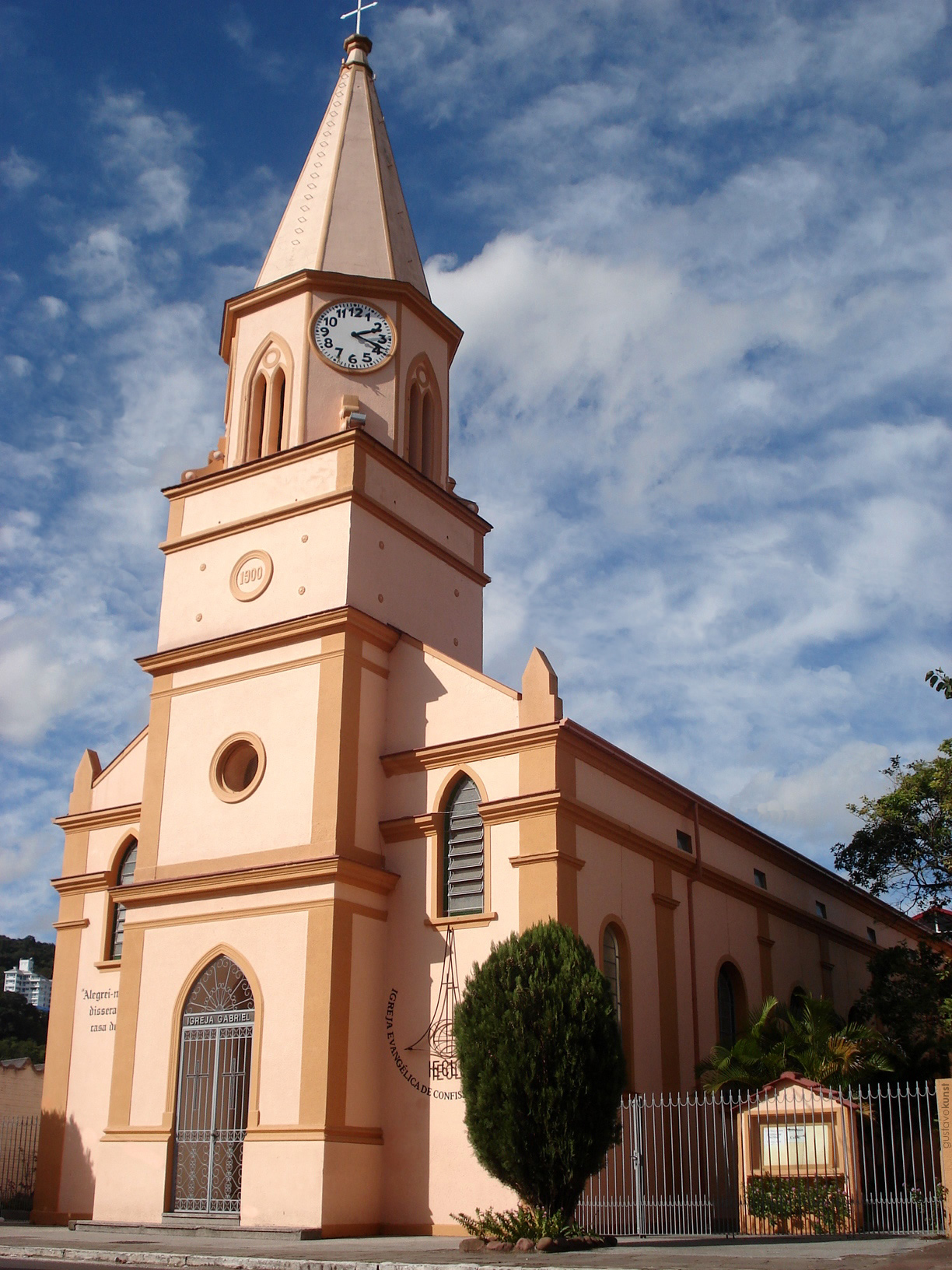
Igreja Gabriel em Igrejinha.

Dotados de um grande sentimento religioso, os imigrantes estavam sentindo falta de um pastor, a própria comunidade escolheu dentre seus membros o alfaiate Cristoph Schaefer para realizar os batizados, casamentos e enterros. Em 1863 foi inaugurada a primeira e então única igreja existente em toda região. Construída de madeira pelos próprios moradores e localizada próxima às margens do rio Paranhana, de fronte ao local onde hoje está construída a igreja Evangélica Gabriel de Igrejinha.
A antiga picada Porto Alegre – São Francisco de Paula (atual RS-020), era rota dos Tropeiros de Gado que seguiam para São Paulo ou, desciam para Porto Alegre. Desta estrada, que passa sobre regiões montanhosas de Igrejinha, era possível visualizar a pequena igreja. Logo os tropeiros começaram a utilizar a construção como ponto de referência. Foram os tropeiros que começaram a chamar o Judengasse de Igrejinha exclamando a cada vez que a avistavam: - Lá esta a igrejinha!

## Progresso econômico

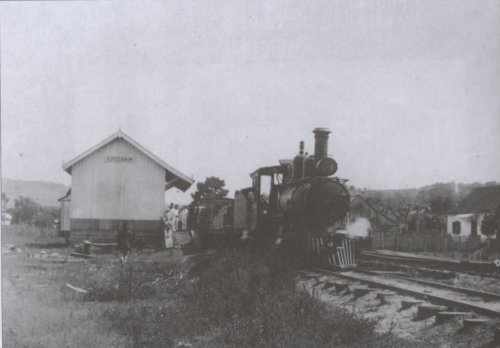
Trem na estação ferroviária de Igrejinha em 1922.

Em meados de 1904 a população reuniu-se e construiu a primeira ponte de Igrejinha sobre o Rio Paranhana. Em 1912 o comerciante João Kichler construiu uma represa e um moinho d’água no rio para descascar arroz. No moinho instalou uma turbina geradora de energia elétrica, o que ocasionou a instalação de uma rede elétrica para cada lado do rio, fornecendo iluminação elétrica domiciliar para toda a localidade. A localidade de Igrejinha foi a pioneira em iluminação elétrica domiciliar em toda a região.
No ano de 1913, foi construído o ramal Taquara-Canela da rede ferroviária. Os trilhos acompanhavam o curso do Rio Paranhana. Graças à construção da malha ferroviária, a Localidade de Igrejinha teve seu nome oficializado. Igrejinha recebeu uma estação ferroviária (localizada onde hoje está o cruzamento da Avenida Castelo Branco com a Rua João Correa) e uma ponte. O tráfego ferroviário veio para dar grande impulso ao progresso da localidade, por facilitar o escoamento da produção.
Por volta de 1930 foi iniciada a primeira empresa de Igrejinha que fabricava calçados e artefatos de couro. A partir de então e até 1955 houve um verdadeiro surto de fábricas de calçados e artefatos de couro, quando foram fundadas aproximadamente 30 indústrias.

## Emancipação política

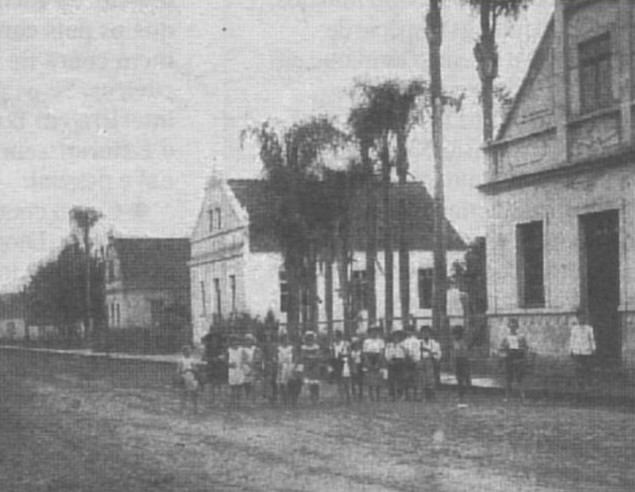
Rua da Independência em 1930.

Pelo Ato Municipal Nº 1, de 1º de janeiro de 1935, Igrejinha foi transformada em 8º Distrito do município de Taquara.
Graças ao esforço de muitos industriários e comerciantes igrejinhenses, em 1º de junho de 1964 o então governador do estado, senhor Ildo Meneghetti, assinou a Lei nº 4.733, transformando Igrejinha em município, emancipado de Taquara. O Município foi oficialmente instalado em 9 de fevereiro de 1965, tendo como Prefeito o Senhor João Darcy Rheinheimer e compondo-se a Câmara Municipal com os senhores Paulo Arthur Maria Spohr, Hugo Sperb, Selson Flesch, Pedro Ivan Sparrenberger, Edgar Willy Wolf, Acy Fetter e Carlito Kulmann.
Igrejinha, inserida na região do Vale do Paranhana, ainda hoje, possui população predominantemente de origem alemã e é uma das maiores produtoras de calçados femininos do Brasil. A herança germânica, misturada à colonização, deu ao município a cara que tem hoje. Isso se vê através da música, da arte, das danças folclóricas, da culinária e da arquitetura típica, presentes até nossos dias na rotina dos cidadãos igrejinhenses.